# Manuel Rodríguez de Castro
Pour les articles homonymes, voir Manuel Rodríguez et Rodríguez.
Manuel Rodríguez de Castro, né à Séville en 1964, est un économiste, avocat, industriel et politicien espagnol.
Il possède un Master of Business Administration (MBA) de "l'Instituto de Estudios Superiores de la Empresa" (institut des études supérieures de l'entreprise) de l'université de Navarre, et un diplôme sur les marchés financiers internationaux du CEMFI de la banque d'Espagne. Il a fait des études de spécialisation au Massachusetts Institute of Technology et il est également  expert en matière de fusions et d'acquisitions à l'institut de l'entreprise et fait partie du corps enseignant en droit de l'université Harvard. Diplômé en Finance Internationale à l'INSEAD.

## Politique
Manuel Rodríguez de Castro a eu une position élevée au gouvernement espagnol en 1996, en étant le fondateur et le premier président en 1998 d'une des initiatives les plus importantes que le gouvernement de José María Aznar (1996-2004) a appelé Plan XXI de technologies de l'information : Réseau Latino-Américain de la Logistique et le Commerce, unissant les efforts de plusieurs des enclaves logistiques les plus importantes de l'Europe, l'Ibéro-Amérique et des États-Unis et de leurs autorités douanières de chaque pays. Manuel Rodriguez de Castro a de manière permanente voyagé d'un côté de l'océan Atlantique à l'autre, jusqu'à ce qu'il ait atteint son objectif entre 1996 et 2001, l'année où il s'est consacré aux leurs affaires privées.

## Entreprise
Au début des années 90, Manuel Rodriguez de Castro a été liée à plusieurs grandes entreprises françaises, étant le conseiller des affaires immobilières en Espagne du Groupe Bouygues, Société Vignal, Omega Ingénierie, Michelin et SOFRASCO.
Manuel Rodriguez de Castro a fondé une entreprise de télécommunications au Mexique : Iusacell achetée en 2004, actuellement détenue à 50 % par Grupo Salinas et Televisa, deux des 10 plus grands groupes d'affaires en Amérique latine. Il est actuellement actionnaire minoritaire de cette société.
Il a également siégé au conseil d'administration de Grupo Elektra (appareils et le mobilier à crédit), Banco Azteca, Seguros Azteca, Afore Azteca (caisse de pensions), Italika (fabricant de motos), Dinero Express et Western Union Mexico (transfert d'argent) et d'autres sociétés liées à Grupo Salinas du Mexique et de ses filiales au Guatemala, Honduras, El Salvador, Panama, Pérou, Argentine, Brésil, États-Unis et l'Espagne (vice-président pour l'Europe, 2001). Ses activités bancaires sont enregistrées devant toutes les autorités de supervision bancaire de chacun de ces pays (CNBV au Mexique). En liaison avec l'industrie des assurances et des pensions les activités sont enregistrées auprès des autorités d'assurance (CNSF au Mexique), et les pensions des travailleurs (CONSAR) du Mexique.
Son activité de négoce avec les Movilaccess, Elektra et Iusacell est enregistrée aux bourses de New York (NYSE), Mexico (BMV) et Madrid (Bolsa de Madrid) depuis 2002. Il a été président de partis comités d'investissement, d'audit et relatifs de ces trois sociétés dans les périodes annuelles.
Il est actuellement membre du conseil d'administration de TMM (Transport Maritima Mexicana), une société enregistrée aux bourses de New York et Mexico, actionnaire de plusieurs compagnies importantes de Grupo Salinas (TV Azteca, Elektra et Iusacell) et PDG de Masarc Holdings, une banque privée d'investissement avec des activités aux États-Unis, au Mexique et en Espagne
Ses activités philanthropiques se concentrent sur la lutte contre le cancer chez l'enfant par le biais d'une fondation au Panama, où il réside actuellement dans un traitement contre le cancer depuis 2003.